# Цзинь Юн
Чжа Лянъю́н (кит. трад. 查良鏞, упр. 查良镛, пиньинь Zhā Liángyōng) или Луис Ча (англ. Louis Cha) — китайский писатель из Гонконга, прославившийся романами в жанре уся — приключения с упором на боевые искусства, таких как «Предания о героях, стреляющих в орлов», «Ода рыцарям» и «Смеющаяся гордость рек и озер», опубликованными под псевдонимом Цзинь Юн (кит. 金庸). Основатель и главный редактор гонконгского ежедневника «Минбао» (1959—1993).

## Биография
Чжа Лянъюн родился 6 февраля 1924 года в уезде Хайнин, провинция Чжэцзян в семье цинского чиновника. С 1948 года сотрудничал в шанхайских газетах. В 1955 году опубликовал в Гонконге свой первый исторический роман. В течение последующих 15 лет написал ещё 14 историко-приключенческих романов. Своим эталоном он считал «Три мушкетёра» и другие произведения Александра Дюма:

Роман «Три мушкетера» не похож на западные романы, он читается как китайский классический роман.
Ни один из современных китайских авторов не может сравниться с Цзинь Юном по совокупному тиражу романов. Несмотря на его огромную популярность в странах Восточной Азии и многочисленные переводы на английский, на русский язык Цзинь Юн практически не переводился. Мнения о художественных достоинствах его книг расходятся. Скажем, популярный среди молодого поколения китайцев Ван Шо заявляет, что читать Цзинь Юна можно только зажав нос.
Среди наград, которых был удостоен Цзинь Юн, — орден Британской империи (1981), орден Почётного легиона (1992), орден искусств и литературы (2004). При вручении ему диплома почётного доктора Кембриджского университета 80-летний автор выразил пожелание на склоне лет стать студентом дневного отделения тамошнего факультета востоковедения. В 2007 году он ещё продолжал своё обучение в Кембридже.

## Творчество
Чжа Лянъюн — автор 15 произведений, одно из которых рассказ, а остальные — повести и романы различного размера. Большинство его произведений изначально публиковались в газетах в качестве рассказов с продолжением, и лишь потом выходили в качестве книг.
| Название                                             | Китайское название | Даты первой публикации             | Место первой публикации                 | Объём (в тысячах иероглифов) |
| ---------------------------------------------------- | ------------------ | ---------------------------------- | --------------------------------------- | ---------------------------- |
| Книга и меч: записи о доброте и ненависти            | 書劍恩仇錄         | 8 февраля 1955 — 5 сентября 1956   | Новая вечерняя газета                   | 513                          |
| Меч покрытый бирюзовой кровью                        | 碧血劍             | 1 января 1956 — 31 декабря 1956    | Гонконгская коммерческая газета         | 488                          |
| Предания о героях, стреляющих в орлов                | 射鵰英雄傳         | 1 января 1957 — 19 мая 1959        | Гонконгская коммерческая газета         | 918                          |
| Летающая лисица снежных гор                          | 雪山飛狐           | 9 февраля 1959 — 18 июня 1959      | Минбао                                  | 130                          |
| Волшебный орёл и товарищ-рыцарь                      | 神鵰俠侶           | 20 мая 1959 — 5 июля 1961          | Минбао                                  | 979                          |
| Неофициальная биография летающей лисицы              | 飛狐外傳           | 1960 — 1961                        | Уся и история                           | 439                          |
| Белая лошадь и свист западного ветра                 | 白馬嘯西風         | 1961                               | Минбао                                  | 67                           |
| Сабли уток-мандаринок                                | 鴛鴦刀             | 1961                               | Минбао                                  | 34                           |
| Записки о «Следующем небу» и «Уничтожающей драконов» | 倚天屠龍記         | 6 июля 1961 — 2 сентября 1963      | Минбао                                  | 956                          |
| Ляньчэнский трактат                                  | 連城訣             | 1963                               | Еженедельник Юго-Восточной Азии         | 229                          |
| Восемь рас небесных драконов                         | 天龍八部           | 3 сентября 1963 — 27 мая 1966      | Минбао и Наньянская коммерческая газета | 1211                         |
| Ода рыцарям                                          | 俠客行             | 11 июня 1961 — 19 апреля 1967      | Минбао                                  | 364                          |
| Смеющаяся гордость рек и озер                        | 笑傲江湖           | 20 апреля 1967 — 12 октября 1969   | Минбао                                  | 979                          |
| Записки об олене и треножнике                        | 鹿鼎記             | 24 октября 1969 — 23 сентября 1972 | Минбао                                  | 1230                         |
| Меч юэской девы                                      | 越女劍             | 1970                               | Вечернее приложение к Минбао            | 16                           |

Три произведения («Предания о героях, стреляющих в орлов», «Волшебный орёл и товарищ-рыцарь» и «Записки о „Следующем небу“ и „Уничтожающей драконов“») составляют единую трилогию и должны читаться именно в этом порядке; некоторые другие работы также связаны с этой трилогией (так, «Восемь рас небесных драконов» является предшественником ко всей трилогии). «Летающая лисица снежных гор» и «Неофициальная биография летающей лисицы» дополняют друг друга, имея одного и того же главного героя, также там встречаются персонажи из «Книга и меч: записи о доброте и ненависти». Несколько персонажей из «Меч покрытый бирюзовой кровью» появляются в качестве второстепенных действующих лиц в последнем романе «Записки об олене и треножнике».

### Переиздания
Большинство работ Чжа изначально публиковались по частям в гонконгских китайскоязычных газетах. В 1970—1980-х годах Чжа Лянъюн пересмотрел все свои работы, в результате чего появились «новые редакции», а старые версии стали называть «старыми редакциями». В новых версиях были полностью удалены некоторые из прежних персонажей и событий.
На Тайване ситуация была более сложной, так как книги Чжа Лянъюна изначально там были запрещены. В результате имеются различные подпольно изданные версии, многие из которых были переработаны без разрешения автора. Лишь в 1979 году тайваньское издательство «Юаньцзин» (遠景出版社) опубликовало полную коллекцию его произведений.
В КНР первым официально публиковать Чжа Лянъюна начал с 1980 года выходящий в Гуанчжоу журнал «Улинь» (武林). Полное издание его произведений упрощёнными иероглифами было осуществлено пекинским издательством «Саньлянь» (三联书店) в 1994 году. Сингапурско-малайское издательство «Миньхэшэ» (明河社星马分公司) выпустило коллекцию произведений Чжа для читателей из Юго-Восточной Азии, напечатанную упрощёнными иероглифами, в 1995 году.
В 1999—2006 годах Чжа переработал свои произведения во второй (и, наверное, последний) раз. Каждое из произведений было тщательно пересмотрено, переработано и переиздано в том порядке, в котором он их писал. Эти версии, известные как «самые новые» или «новые и переработанные», отличаются наличием аннотаций, в которых Чжа отвечает на предыдущую критику относительно исторической аккуратности его работ. В этих версиях были изменены имена ряда персонажей, названия ряда мест и видов боевых искусств. Переиздание было встречено критикой со стороны ряда поклонников, уже привыкших к старым названиям.

### Временные рамки произведений
| Эпоха           | Произведения |
| --------------- | --- |
| VI век до н. э. | Меч юэской девы |
| XI век          | Восемь рас небесных драконов |
| XIII век        | Предания о героях, стреляющих в орлов Волшебный орёл и товарищ-рыцарь                                                               |
| XIV век         | Записки о «Следующем небу» и «Уничтожающей драконов»                                                                                |
| XVI век         | (Смеющаяся гордость рек и озер)1 (Ода рыцарям)2                                                                                     |
| XVII век        | Белая лошадь и свист западного ветра Меч покрытый бирюзовой кровью Записки об олене и треножнике (Ляньчэнский трактат)3             |
| XVIII век       | Сабли уток-мандаринок Книга и меч: записи о доброте и ненависти Неофициальная биография летающей лисицы Летающая лисица снежных гор |

1Время действия романа Смеющаяся гордость рек и озер конкретно не указано. Чжа утверждал, что сделал это намеренно, так как произведения является аллегорическим. Тем не менее, производились попытки установить историческую привязку; наиболее вероятным кандидатом является время империи Мин, так как упоминаются Уданское и Эмэйское направления боевых искусств, появившиеся во времена монгольской империи Юань, но не упоминаются маньчжуры, уничтожившие империю Мин. Основные персонажи романа Записки об олене и треножнике также действуют в эпоху до империи Цин. В ряде киноэкранизаций (включая «Виртуоз 2») сюжет помещён во времена правления под девизом «Ваньли», то есть эпоху империи Мин.
2Время действия романа Ода рыцарям также конкретно не указано. Источники, которые помещают его во времена империи Мин, базируются на том, что Чжан Саньфэн упомянут как уже умерший, и что на иллюстрациях персонажи носят китайские причёски (северные варвары, завоёвывавшие Китай, вводили в качестве обязательного свой тип причёсок).
3Время действия романа Ляньчэнский трактат в первом и втором изданиях оставалось неопределённым. Чжа специально указал, что сюжет был вдохновлён трагической историей одного из слуг его деда, что позволяет поместить его в конец существования империи Цин; современные иллюстрации, изображающие людей с причёсками времён маньчжурского правления, поддерживают эту идею. В третьем издании романа Чжа связал историю с У Лици из романа Записки об олене и треножнике, тем самым окончательно привязав сюжет к эпохе империи Цин.

## Переводы

### На английский язык
Существующие переводы работ Цзинь Юна на английский язык:
- Книга и меч: записи о доброте и ненависти — под названием «The Book and the Sword»
- Записки об олене и треножнике — под названием «The Deer and the Cauldron» (в трёх томах)
- Летающая лисица снежных гор — под названием «Fox Volant of the Snowy Mountain»
- Записки о «Следующем небу» и «Уничтожающей драконов» — под названием «The Heaven Sword and Dragon Saber»
- Сабли уток-мандаринок — под названием «The Legendary Couple»
- Волшебный орёл и товарищ-рыцарь — под названием «The Return of the Condor Heroes»

### На русский язык
- Смеющаяся гордость рек и озер — перевод Алексея Кузьмина; частично опубликован переводчиком на сайте «Проза Ру».
- Книга и меч. Записи о доброте и ненависти — перевод с китайского С.А. Богдановой, А. Гусевой, В.К. Пархоменко, Д.А. Рудневой, Н.Л. Джуракуль, Д.К. Мысик, А.А. Бондаренко — Ростов-на-Дону: Феникс, 2024 г., в 4. томах

## Адаптации работ
Существует свыше 90 фильмов и сериалов, снятых по произведениям Цзинь Юна; на них базируются сюжеты более десятка видеоигр. Далее приведены неполные списки.

### Кинофильмы
| Произведение                                         | Оригинальное название фильма              | Русское название фильма            | Год  | Производитель | Режиссёр               | Примечания                    |
| ---------------------------------------------------- | ----------------------------------------- | ---------------------------------- | ---- | ------------- | ---------------------- | ----------------------------- |
| Меч, покрытый бирюзовой кровью                       | 碧血劍 The Sword Stained with Royal Blood | Меч, обагрённый королевской кровью | 1981 | Гонконг       | Чжан Чэ                |                               |
| Ода рыцарям                                          | 俠客行 Ode to Gallantry                   | Ода отваге                         | 1982 | Гонконг       | Чжан Чэ                |                               |
| Смеющаяся гордость рек и озер                        | 笑傲江湖 The Swordsman                    | Виртуоз                            | 1990 | Гонконг       | Ху Цзиньцюань Цуй Харк |                               |
| Смеющаяся гордость рек и озер                        | 笑傲江湖之 東方不敗 The Swordsman II      | Виртуоз 2                          | 1992 | Гонконг       | Чэн Сяодун             | Снимался Джет Ли              |
| Записки о «Следующем небу» и «Уничтожающей драконов» | 倚天屠龍記之 魔教教主 Kung Fu Cult Master | Служители зла                      | 1993 | Гонконг       | Ван Цзин               | Снимались Джет Ли, Саммо Хунг |
| Предания о героях, стреляющих в орлов                | 东邪西毒 Ashes of Time                    | Прах времён                        | 1994 | Гонконг       | Вонг Карвай            | По мотивам романа             |

## Память
9 марта 2001 года в его честь астероиду, открытому 6 февраля 1998 года в рамках пекинской Шмидт-ПЗС астероидной программы на наблюдательной станции Синлун, КНР, присвоено наименование 10930 Jinyong.